# 雷蒙·达玛斯·恩戈洛
雷蒙·达玛斯·恩戈洛是剛果共和國一名將軍，同時也是剛果勞動黨軍事委員會成員之一，在1977年3月18日至1977年4月3日期間共同治理剛果共和國。他曾經擔任過剛果共和國國防部部長，並且也是民主共和國集會（Rally for Democracy and Republic）的創辦人之一。